# 組合警察
組合警察（くみあいけいさつ）は、かつて地方自治法の一部事務組合制度に基づき、旧警察法制下で設置された自治体警察。

## 概要
自治体警察の設置を指定された市町村は、一部事務組合を結成し、共同して警察を維持することができた。その目的は、経費の節減と警察力の強化にあった。一番規模の大きかったのは仙台市警察で、仙台市は隣接の名取郡増田町と閖上町と組合を組織していた。
1951年（昭和26年）5月31日時点で、19の組合警察が存在していた。